# Armagedon zvířecí říše
Armagedon zvířecí říše (v anglickém originále Animal Armageddon) je osmidílná dokumentární série z produkce Discovery. Premiéru měla v roce 2009 na americké televizní stanici Animal Planet, poté byla odvysílána na televizi Partheon. Seriál má celkem osm dílů: Paprsky smrti, Peklo na Zemi, Velké vymírání, Udušení, Soudný den, Panika v oblacích, Oheň a led a Kdo bude na řadě příště? Odhaluje velké katastrofy, které se udály za posledních 450 milionů let. V poslední epizodě vědci rekonstruují, jak by lidstvo vyhynulo, kdyby na Zemi spadl meteorit tak veliký, jako ten, který vyhubil dinosaury. Dokument byl na DVD vydán v roce 2009 společností FilmExport Home Video.